# Царибродски партизански одред
Царибродски народноослободилачки партизански (НОП) одред је био партизанска јединица у саставу Народноослободилачке војске и партизанских одреда Југославије током Другог светског рата у Србији.

## Историјат
Формиран је крајем маја 1944. северно од села Сенокоса, на Старој планини. При формирању имао је 7, а крајем септембра око 130 бораца. Тада се налазио у саставу 22. ударне дивизије. Одред је, у ширем рејону Цариброда (Димитровград), чистио терен од заосталих непријатељевих јединица и група, и вршио мобилизацију нових бораца. Дејствовао је и северно од Старе планине, на бугарској територији, где је ускладивао своје акције са тамошњим бугарским партизанским одредом. Почетком октобра Одред је прерастао у Царибродску бригаду (600 бораца), која је крајем октобра 1944. ушла у састав 8. бригаде 22. ударне дивизије.